# Panesthia rufipennis
Panesthia rufipennis är en kackerlacksart som beskrevs av Karlis Princis 1957. Panesthia rufipennis ingår i släktet Panesthia och familjen jättekackerlackor. Inga underarter finns listade i Catalogue of Life.